# 遆靠山
遆靠山（1938年2月—2013年2月9日），男，陕西华阴人，中华人民共和国政治人物。曾任第七届、第八届陕西省政协副主席，中共延安地委书记。

## 生平
遆靠山一直在延安地区工作。曾历任延安地区水电局局长，延长、富县、洛川等县的县委书记；1986年，担任延安地区行政公署副专员；1988年，升任行署专员；1990年，任中共延安地委书记、延安军分区党委第一书记，兼延安大学党委书记。1996年，被增选为第七届陕西省政协副主席；1998年，连任；2003年，届满退休。
2013年2月9日，在西安逝世，享年75岁。